# Юрій Джуджар
Юрій Джуджар (серб. Ђура Џуџар / Đura Džudžar; нар. 22 квітня 1954, м. Дюрдєво) — сербський греко-католицький єпископ, Апостольський екзарх Сербії і Чорногорії з 2003 року, Апостольський екзарх Сербії з 2013 року, єпископ єпархії святого Миколая в Сербії з 6 грудня 2018 року.

## Біографія
Народився у квітні 1954 року в м. Дюрдєво (Югославія) в сім'ї Володимира і Наталії. Навчався в малій українській семінарії в Римі, вивчав філософію і богослов'я в Папському Урбаніанському університеті, висвячений на священника 7 вересня 1980 року. У 1981 році в Папському східному інституті здобув ліценціят зі східного церковного права. Навчання завершив в 1985 році докторатом із канонічного права.
До 2001 року Юрій Джуджар 15 років працював в Священній Конгрегації Східних церков в Римі, а також був співробітником української служби Радіо Ватикану.

## Єпископський сан
3 березня 2001 року Папа Римський Іван Павло II призначив священника Юрія Джуджара єпископом-помічником Мукачівської греко-католицької єпархії і титулярним єпископом Акрассуса. Архієрейська хіротонія відбулася 19 березня 2001 року. Головним святителем був Папа Іван Павло II, а співсвятителями — кардинали Анджело Содано і Джованні Баттіста Ре.
Посвята відбулася у день святого Йосипа, 19 березня, під час богослужіння в базиліці св. Петра у Ватикані. У своїй проповіді Іван Павло II сказав: «В кінці обіймаю з любов'ю тебе, монсеньйоре Юрій Джуджар, якого я вибрав помічником ординарія Мукачево на Закарпатті, в Україні — країні, яку серед небагатьох я з Божою милістю буду мати радість відвідати, і до якої я посилаю щирі побажання добра».

## Апостольський екзарх
28 серпня 2003 року на свято Успіння Пресвятої Богородиці в Ватикані оголосили про те, що папа Іван Павло ІІ затвердив рішення про заснування екзархату для греко-католиків Сербії і Чорногорії з центром в селі Руський Керестур. Новий греко-католицький екзархат виділений зі складу Крижевецької єпархії. Юрій Джуджар став першим апостольським екзархом.
Крижевецька єпархія заснована у 1777 році для переселенців із Закарпаття, що проживали у Бачці, а також для невеликої частини хорватів, які прийняли унію на початку XVII століття. Парафії єпархії розкидані по всій Югославії. Тепер їх близько 60. Вони охоплюють півсотні тисяч вірників. Священників — до 70. Частина з них працює за кордоном. Єпархія завжди була багата на духовні покликання, мала глибоке релігійне життя. Осідок єпископа спочатку знаходився в Крижівцях, а далі — у Загребі.
За даними Української греко-католицької церкви, у Сербії і Чорногорії налічується 17 греко-католицьких парафій, на яких служать 16 священників, 2 ієромонаха, 55 монахинь. У колишній Югославії всі греко-католики (49 тисяч осіб — за даними 1993 року) входили в юрисдикцію Крижевацькой єпархії. Після розпаду Югославії центр єпархії, як і більшість парафій, опинився в Хорватії. Цим Ватикан мотивував створення апостольської візитатури в Македонії та адміністратури в Сербії і Чорногорії.
19 січня 2013 року Апостольський екзархат Сербії і Чорногорії отримав назву Апостольський екзархат Сербії.

## Єпарх
6 грудня 2018 року папа Франциск надав дотеперішньому екзархату статус єпархії. Першим єпископом «Єпархії святого Миколая з осідком в Руському Крстурі» Святіший Отець призначив дотеперішнього екзарха владику Юрія Джуджара.